# Vilniansk
Vilniansk (em ucraniano:  Вільнянськ, em russo:  Вольнянск) é uma cidade da Ucrânia, situada no Oblast de Zaporíjia. Tem 4,2 km² de área e sua população em 2020 foi estimada em 14.809 habitantes.